# Sombor
Sombor er en by i det nordvestlige Serbien, med et indbyggertal (pr. 2002) på cirka 51.000. Byen er hovedstad i distriktet Vest-Bačka, og ligger tøæt ved grænsen til nabolandet Ungarn.
45°47′N 19°07′Ø / 45.783°N 19.117°Ø
- Wikimedia Commons har flere filer relateret til Sombor